# Каншенгель
Каншенгель (каз. Қаншеңгел) — село в Жамбылском районе Алматинской области Казахстана. Входит в состав Ульгулинского сельского округа. Код КАТО — 194273300.

## История
Название поселка произошло от казахского слова «Калын шенгел» что означает «Густые заросли» местных кустарников называемые «шенгелем». По другой версий, в древности здесь проходили страшные, кровавые войны и тогда все кустарники стали красными от вражеской крови (кровь на казахском «кан»). В начале 18-го века в 60-и км отсюда происходила Анракайская битва. Как бы там ни было, все местные жители и старожилы сходятся во мнений что земля здесь священная. В советское время поселок использовали как перевалочный пункт, когда чабаны перегоняли отару(стадо овец) из зимнего(кыстау)в песках, в летнее пастбище(жайлау) в горах и наоборот. Была здесь и летная полоса для самолетов легкой авиации, который ещё до распада Союза ликвидировали. В поселке стояла громоздкая станция связи которая обеспечивала связью даже с самой Москвой, к сожалению в настоящее время тоже не существует. В настоящее время это компактный поселок — микс казахской кочевой культуры и современных технологии.

## Население
В 1999 году население села составляло 36 человек (17 мужчин и 19 женщин). По данным переписи 2009 года, в селе проживали 144 человека (85 мужчин и 59 женщин).

## Природа
Село расположено на равнине Жусандала.

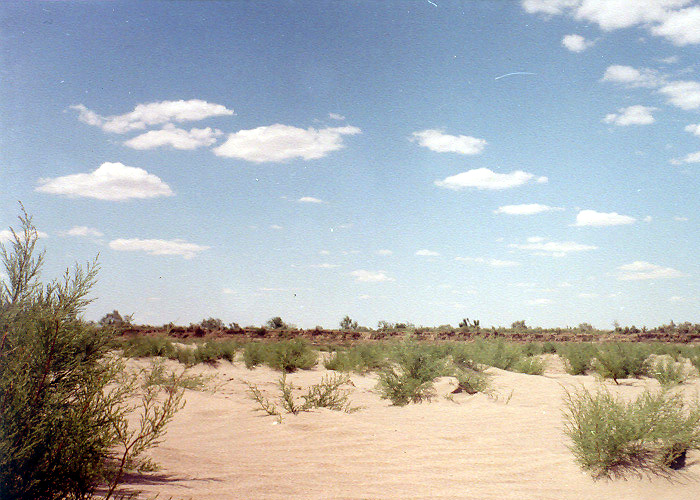

 Флору представляют — саксаулы и другие кустарники, гармала обыкновенная (адыраспан), колючки и приспособленные к местному климату травы. Фауна тоже разнообразная — тут и сайгаки водятся, и волки, лиса, зайцы, рыси, ежи. Из рептилии — гадюки и другие змеи, ящерицы, черепахи, лягушки. Тут можно сказать рай для энтомолога, потому что тут обитают разные виды насекомых начиная от скорпионов и каракуртов до различных видов пауков. Над этой местностью лежит путь миграции птиц весной и осенью. Здесь одно из мест обитании беркута — символа Флага Казахстана.

## Климат

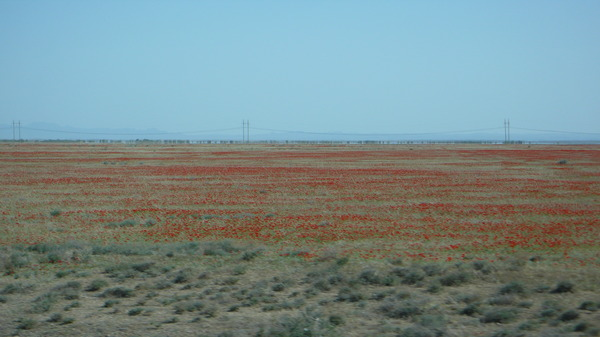

Климат резко континентальный: летом жара до +57 градусов Цельсия, зимой до −40 градусов Цельсия. Осенью дуют холодные ветра. Весной преимущественно солнечно, ветры дуют временами. В начале марта расцветают подснежники. В конце апреля до середины мая ландшафт преображается. Здесь растет много красных (каз.кызгалдак) и желтых (каз.саргалдак) тюльпанов. У туристов есть шанс увидеть и запечатлеть «цветение тюльпана». По исследованиям голландских ученых голландские тюльпаны были привезены из Центральной Азии, точнее из территории нынешнего Казахстана.